# 창조연대
창조연대(創造年代)란 창조 설화나 창조 신화에서 계산된 지구의 나이나 우주의 나이를 말한다. 문자적 창조주의에 따르면 기원전 6000년 전 무렵에 창조가 이루어졌다고 주장된다.

## 같이 보기
- 오랜 지구 창조론
- 과학과 종교의 관계
- 젊은 지구 창조론